# Sven-Erstjärnen, Jämtland
Sven-Erstjärnen är en sjö i Bergs kommun i Jämtland och ingår i Ljungans huvudavrinningsområde.